# Bandon (rzeka)
Bandon – rzeka w Irlandii, w hrabstwie Cork. Ma 40 mil (64 km) długości. Płynie doliną wyżłobioną w skałach z okresu karbonu, pokrytą osadami glacjalnymi i aluwialnymi. Rzeka ma swoje źródło we wzgórzach Maughanaclea w zachodniej części hrabstwa Cork i płynie na wschód do punktu na zachód od mostu na rzece Caha, gdzie skręca na południe, a następnie ponownie skręca na wschód, na południowy wschód od miasta Dunmanway. Przepływa przez szeroką, żyzną dolinę z terenami leśnymi, dociera do miasta Bandon, po czym zakreśla łuk wokół wsi Inishannon, kierując się na południowy wschód, a następnie na wschód, tworząc estuarium, które uchodzi do Morza Celtyckiego w porcie Kinsale. Estuarium rzeki w pobliżu miasta Kinsale jest ważnym obszarem turystycznym i rybackim.